# Kazuto Saiki
Kazuto Saiki (født 20. august 1970) er en tidligere japansk fodboldspiller.
Han har spillet for flere forskellige klubber i sin karriere, herunder Yokohama Marinos og Ventforet Kofu.